# Erotokritos

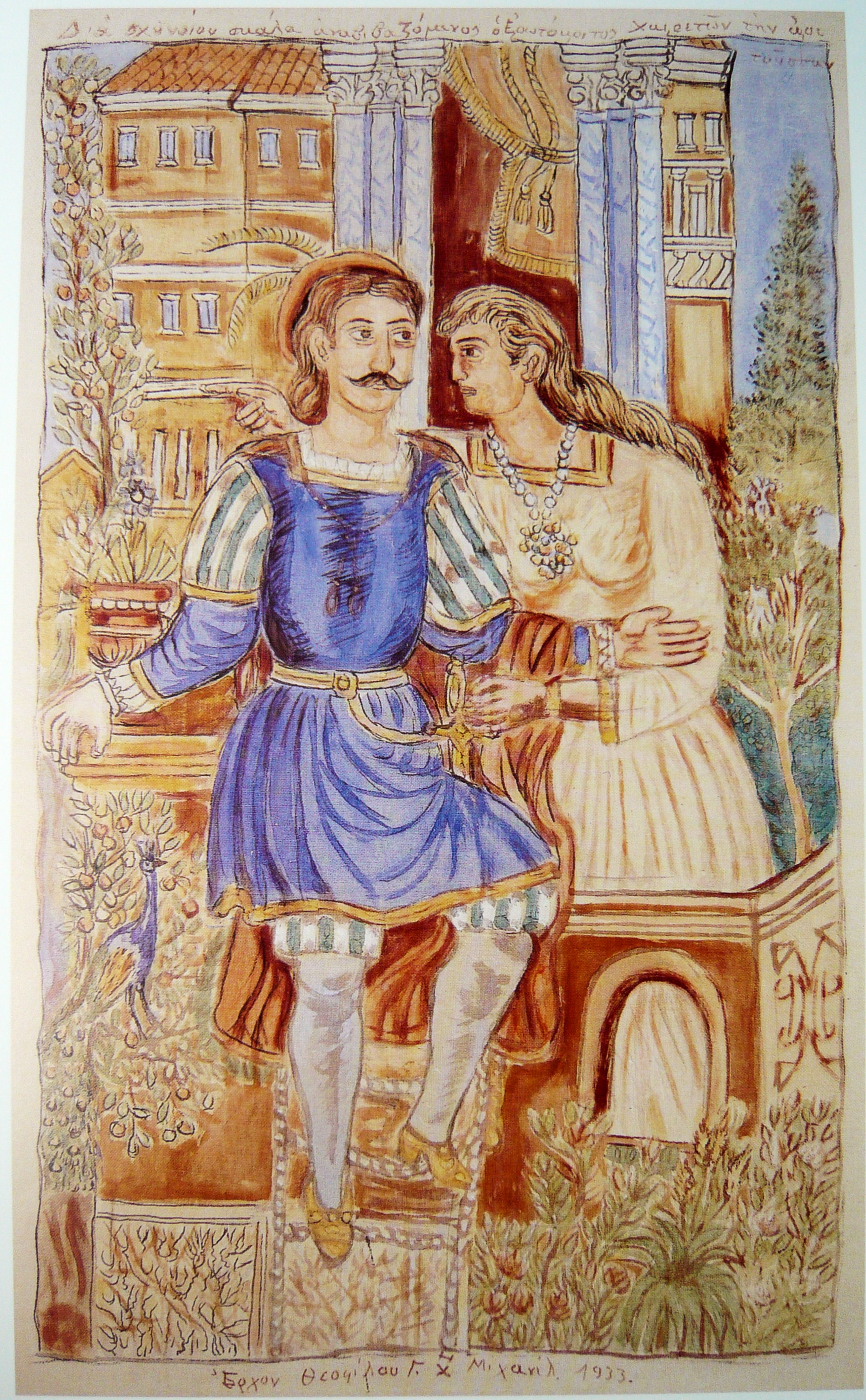
Erotokritos a Aretusa, autor: Theofilos Chatzimichail (1870-1934)

Erotokritos (řecky: Ερωτόκριτος, Erotókritos) je renesanční rytířský román (romance) psaný krétským dialektem řeckého jazyka.
Vznikl na počátku 17. století na Krétě v období krétské renesance. Jeho autorem je Vitsentzos Kornaros. Skládá se z 10 012 patnáctislabikových rýmovaných veršů.
Tématy románu jsou láska, čest, přátelství a odvaha. Hrdiny jsou milenci Erotokritos a Aretusa, oba urozeného původu, kteří jsou na počátku příběhu odloučeni, a musejí překonávat vnější i vnitřní překážky a zkoušky, než se opět shledají. Svou formou báseň navazuje na krétskou tradici mantinád, krátkých básní vznikajících improvizovaně při hudbě a tanci.
Erotokritos se díky svému patriotismu stal velmi populárním po celém Řecku a také velkým inspiračním zdrojem pro Dionýsia Soloma a další básníky. Společně s další básní - Erofili (Georgios Chortatsis) je klasickým příkladem řecké renesanční literatury. Dodnes je velmi populárním dílem, z velké části díky zhudebnění některých jeho částí známými současnými hudebníky z Kréty.